# Водолажченко Ольга Гаврилівна
О́льга Гаври́лівна Водола́жченко (28 травня 1888, Севастополь — †30 жовтня 1972, Миколаїв) — історик, філолог, архівіст, джерелознавець, перекладач та науковий співробітник Харківської науково-дослідної кафедри історії культури; праці з історії України та історії освіти на Слобожанщині; за 1937 —38 рр. Заслана.

## Біографічні відомості
Ольга Гаврилівна народилася 28 травня 1888 р. у Севастополі, в родині офіцера російської царської армії, «полковника по адміралтейству Чорноморського флоту» та гувернантки, доньки французького фермера.
Проте при заповненні в анкетах відомостей про національність називала себе лише українкою. З дитинства рідними вважала російську й французьку мови, виявляючи неабиякі здібності в оволодінні іншими: англійською, німецькою, польською, сербською, латиною.
Вільно володіла французькою, німецькою, англійською мовами.

### Юнацькі роки
У 1896–1905 рр. Ольга навчалась у Севастопольській жіночій гімназії.
Спеціалізувалася з історії та географії, захоплювалася політикою. На початку 1906 р., одразу після закінчення восьмикласного гімназичного курсу, вона була вислана за межі Севастопольського «градоначальства» через підозру у нелегальній роботі — за "участь у пропаганді серед матросів"
Так потрапила до Харкова, де заробляла на життя приватними уроками і співпрацювала з групою українських соціалістів-демократів (1907–1912 рр. — член УСДРП).

## Студентські роки
1907 р. дівчина вступає на історичне відділення Вищих жіночих курсів, згодом — на історико-філологічний факультет Харківського університету. Ольгу було обрано старостою курсу.
Під час навчання (1908 р.) вона активно відвідувала студентський гурток «аматорів економічної науки», на одному із занять якого виступила з рефератом «Аграрна реформа соціал-демократів», її цікавила майже однаковою мірою історія, філологія, педагогіка. Відтак відлік здобутих вершин розпочав диплом першого ступеня, з яким, склавши державні іспити й захистивши дипломну роботу «Селяни Правобережної України», 1912 р. вона закінчила історичне відділення історико-філологічного факультету й отримала направлення до кримського містечка Карасубазар.
Одразу без перерви, не зважаючи на те, що встигла 1909 р. вийти заміж за студента-технолога Трохима Тихоновича Водолажченка й стати матір'ю, розпочала шлях до другої і третьої вершини — вступила на словесне відділення того самого факультету Харківського університету, а трохи згодом стала слухачкою педагогічних курсів.
Навчалася заочно, складала іспити — екстерном, бо з грудня 1912 р. до жовтня 1917 р. проживала в Карасубазарі. Ольга Гаврилівна викладала російську мову й історію в чоловічій гімназії, створила гурток старшокласників, де вела бесіди з політекономії. Незважаючи на постійні материнські турботи (жила з маленькими синами: Юрієм і Всеволодом), Ольга Гаврилівна вела громадську роботу: організувала спілку садових працівників Карасубазара й була членом її правління, працювала у місцевому виконкомі, була членом продовольчого комітету, а на початку 1917 р. її обрали до міської думи.
У 1914 р. вона отримала черговий диплом — склала педагогічні іспити, а 1917 р. — державні іспити за курс слов'яно-російського відділення Харківського університету й здобула диплом І ступеня. В листопаді 1917 р. вона повернулася з дітьми до Харкова, де мешкав чоловік.
Після закінчення курсів українознавства, організованих Харківським губернським земством, отримала місце учительки української мови Першого реального училища. Тут викладає українознавство, російську мову та історію, згодом (до травня 1921 р.) працює заступником директора 8-ї харківської початкової школи. Її, проте, вабить наукова праця.
Вже з 1919 р. О. Водолажченко працює в архівній секції Харківського губернського комітету охорони пам'яток мистецтва та старовини, де панує атмосфера справжнього розуміння цінності архівних скарбів, а її наукові зацікавлення підтримують мудрі наставники, історики-архівісти: Д. І. Багалій (керівник секції), В. О. Барвінський, В. І. Веретенніков, Є. М. Іванов. Невдовзі (1920 р.) її запрошено на посаду ученого архівіста (за сумісництвом) Харківського Центрального Історичного Архіву (завідувач — Є. М. Іванов).
Тут найголовнішою для неї справою стає наукове описування архіву Харківського Колегіуму. Водночас доводиться займатися й іншими нагальними справами, брати участь в «утилізаційній кампанії» (вилученні архівних документів, що не мають історичного та наукового значення, для потреб паперової промисловості). Так, з лютого по травень 1920 р. разом з іншими співробітниками Архівної секції (Л. М. Булат, Л. С. Дудником, О. І. Цвєтковим) у зв'язку з організацією Особливої Всеукраїнської Архівної Комісії О. Г. Водолажченко працювала як вчений архівіст понаднормове по 2 години на день, займаючись реєстрацією архівів та упорядкуванням архівних документів у архівах Земельного банку, Російсько-Азіатського банку, Предмету, Південстану, Військового Начальника та кількох приватних підприємств. Після утворення Головарху вона виконує обов'язки секретаря колегії та вченого секретаря експертного відділу (з вересня 1921 р.).

## Аспірантура
Навесні 1922 р. О. Г. Водолажченко вступила до аспірантури щойно створеної при Харківському інституті народної освіти Науково-дослідної кафедри історії України під керівництвом Д. І. Багалія, обравши тему дослідження «Шкільна справа в Лівобережній і Слобідській Україні XVII–XVIII ст.». Заява, написана 16 січня до Комітету науково-дослідних кафедр, засвідчує певні сумніви у виборі спеціалізації: прохання прийняти її до аспірантури при кафедрі російської історії змінено на бажання отримати наукову кваліфікацію фахівця з історії української Відтак вона стає членом кафедри Д. І. Багалія (одна з трьох перших аспірантів: Є. В. Берченко, О. В. Водолажченко, Т. І. Тесленко), прилучається до «Харківської школи істориків українського письменства, мистецтва, етнографії, фольклору, краєзнавства України», працює в підсекції історії України (керівник В. О. Барвінський) секції історії України (голова — академік Д. І. Багалій, заступник — професор В. О. Барвінський). Основу джерельної бази дослідження склали архівні документи XVIII ст. Харківського Колегіуму. Високу оцінку керівників-учених здобули вже її перші наукові спроби. Щодо реферату «Харківський Колегіум XVIII ст.», прочитаному нею на засіданні кафедри 1922 р., В. О. Барвінський відзначав, що їй вдалося «частью дополнить, частью исправить существующие в научной литературе представления о Коллегиуме».
В тому-таки 1922 — 1923 академічному році вона виступила ще з одним рефератом «Теорія історичного матеріалізму і її застосування до студіювання історії України», тема якого визначалася вже вимогами «переведення історичної науки на марксистські рейки». Акуратність молодої дослідниці, ретельність у виконанні будь-якої праці, відповідальність за дорученусправу не залишилися непоміченими й на кафедрі. Як секретар кафедри вона 1926 р. входить до складу бюро кафедри, роботою якого керував безпосередньо Д. І. Багалій, а членами були голови секцій: В. О. Барвінський, В. І. Веретенніков, О. В. Вєтухов, М. А. Максимейко та представники аспірантів: М. В. Горбань, Н. Ю. Мірза-Авак'янц.
Закінчивши 1927 р. навчання в аспірантурі, зберігає тісні контакти з кафедрою — входить до складу об'єднаної комісії кафедр історії української культури та історії європейської культури з вивчення методології історії, де працюють Д. І. Багалій, В. І. Веретенніков, О. Д. Багалій-Татаринова, М. В. Горбань, В. Я. Дашкевич, М. Є. Редін, М. М. Сіяк, М. М. Тихонов та ін.
Певною мірою вступ до аспірантури визначив і її дальшу архівну кар'єру, адже співробітники кафедри історії української культури були активними діячами архівної справи 1920–1930 рр., штатними працівниками керівних архівних установ. Зокрема, в згадуваній вже архівній секції Харківського губкопмису працювали Д. І. Багалій (голова), В. О. Барвінський, В. І. Веретенніков, О. Г. Водолажченко, Є. М. Іванов. Тут вироблялися плани розвитку архівістики, закладалося підґрунтя централізації архівної справи, визначалися шляхи архівної освіти.
Впродовж травня-червня 1923 р. О. Г. Водолажченко брала активну участь у підготовці та проведенні перших короткотермінових курсів для співробітників архівних установ, що проходили в два етапи: у Харкові (1—14 червня) та Києві (3—18 серпня). Організація цієї форми навчання поклала початок реалізації завдань Укрцентрархіву щодо забезпечення архівів кваліфікованими працівниками. Схеми-плани викладання архівознавчих та історичних дисциплін, подані лекторами, концепцію проведення практикуму та заключних колоквіумів, розроблену В. І. Веретенніковим і Є. І. Івановим, було затверджено на травневій нараді лекторів короткотермінових курсів, напередодні початку занять. Планувалося по можливості видати тексти лекцій як практичні посібники для самостійної підготовки.
На курси у Харкові зібралися, крім місцевих (7 осіб) архівістів, співробітники архівних установ з Катеринослава (1 особа) та Полтави (7 осіб). Для навчання архівістів було створено доволі сприятливі умови: виділено аудиторні приміщення, функціонувала бібліотека, укомплектована літературою (хоч і не численною) з питань архівної справи, слухачів забезпечували житлом на час курсів. Досвідчені викладачі (Д. І. Багалій, В. О. Барвінський, Є. М. Іванов, В. І. Веретенніков, О. Г. Водолажченко, В. В. Мігулін) читали курсистам лекції з архівознавства, джерелознавства історії України, архівного законодавства в Росії та за кордоном, про архіви УСРР і архівну україніку в архівах республік Радянського Союзу та країн Європи. Ольга Гаврилівна прочитала курс лекцій (3 години) «Архівне законодавство в Росії».
Впродовж 1923 — 1925 рр. О. Г. Водолажченко поєднувала основну діяльність (вона в цей час обіймала відповідальні посади завідувача адміністративно-організаційного відділу Укрцентрархіву, завідувача секретаріатом) з редакторською: як член педагогічної секції ДВУ вона завідувала редакційною частиною дитячого журналу «Червоні квіти» та викладацькою — «читала лекції з української мови в різних установах».
1924 р. О. Г. Водолажченко, відбуваючи у відрядження до Москви разом з тодішнім завідувачем Харківського Центрального Архіву Революції М. В. Гливенком, як член створеної з ініціативи Д. І. Багалія комісії для виявлення за межами України українських архівів та їх повернення на батьківщину, виконувала важливу місію повернення в Україну евакуйованих свого часу українських архівних матеріалів 1919 р. (головним чином Наркомпроду). Водночас влітку 1924 р. вона здійснила інспекторські поїздки до Житомира та Чернігова для ознайомлення з діяльністю губернських архівних управлінь, надання їм наукових консультацій та методичної допомоги, всіляко сприяючи становленню гурткової роботи як форми архівної освіти.
Зокрема, О. Г. Водолажченко високо оцінила роботу створеного у жовтні 1922 р. історико-архівного гуртка для студентів Чернігівського ІНО, яким керував аспірант Д. І. Багалія В. В. Дубровський. Учасники гуртка знайомилися з методикою роботи у архіві та архівними технологіями, формували уміння та навички архівного описування, читаній текстів з палеографічними особливостями, археографічної обробки, виконували археологічні роботи Випускники ІНО таким чином набували другої спеціальності й могли працювати як кваліфіковані архівісти.
Захоплення Ольги Гаврилівни «чернігівською ініціативою» щодо пошуків форм архівної освіти поділяли й інші столичні та київські гості: професор, завідувач Київського центрального історичного архіву В. О. Романовський, професор Київського археологічного інституту В. М. Базилевич, завідувач Київського губарху В. В. Міяковський, професор В. І. Веретенніков та ін. «Негромким и незаметным, но полезным культурным делом» назвав роботу В. В. Дубровського В. О. Барвінський
Крім секретарської та інспекторської діяльності, О. Г. Водолажченко виконувала й значну організаційну роботу. Так, вона була одним із організаторів і членом президії Першої Всеукраїнської наради архівних працівників у Харкові (6—10 грудня 1924 р.), керуючи, за дорученням завідувача Укрцентрархіву С. М. Тетіна, розробленням програми наради. Основну увагу учасників та 17-ти доповідачів було зосереджено на організаційних питаннях. О. Г. Водолажченко виступила з доповіддю «Організація курсів для підготовки архівних працівників», висвітивши основні проблеми організації архівної освіти. Згодом детально розповіла про роботу наради на сторінках центрального архівознавчого журналу. На засіданні редколегії Укрцентрархіву 8 квітня 1925 р. з її участю, було остаточно визначено назву часопису «Архівна справа», а О. Г. Водолажченко обрано відповідальним секретарем редколегії.
Виконуючи обов'язки секретаря редколегії, вона підтримувала тісні контакти з видавництвами, друкарнями щодо видання часопису та авторами, котрі надсилали матеріали для публікації у «Архівній справі» та «Червоному архіві», друкувала власні розвідки та переклади, що стали вагомим внеском у історіографію архівознавства.
Донині не втратили наукового значення її статті та рецензії в «Архівній справі» «Підручник до класифікування та опису архівів Мюлер'а, Фейт'а та Фруен'а» (1925, кн. 1, с. 24—33), «Короткий нарис історії архівної справи в Україні та діяльності Укрцентрархіву за 1924 р.» (у співавторстві з В. О. Барвінським, 1925, кн. 1, с. 45—72), «Перша нарада архівних працівників України» (1925, кн. 1, с. 144–154), "Дженкінсон «Порадник архівної адміністрації, включаючи проблеми архівів війни і складання архівів» (1925, кн. 1, с. 165–170) та ін.
Була Ольга Водолажченко і серед організаторів Першого Всеукраїнського з'їзду архівних працівників у Харкові (8—13 травня 1926 р.). Зокрема брала участь у складанні й затвердженні кошторису діяльності ЦАУ на 1924–1925 рр., яким передбачалися витрати на з'їзд, але до початку з'їзду звільнилася з ЦАУ УСРР. Залишивши роботу в ЦАУ УСРР (де обіймала посади ученого секретаря експертного відділу, завідувача секретаріатом, виконувала обов'язки секретаря колегії, була членом редколегії Укрцентрархіву), викладала українську мову в Інституті народного господарства (1925–1926), була членом об'єднаної комісії з вивчення методології історії при ХІНО (1926–1927 рр.), завідувала інформаційно-видавничим бюро Укрнауки (1926–1930), була референтом в справах науково-дослідної літератури та популяризації науково-дослідної роботи сектору науки (1930–1931), інспектором наукового видавництва (1931–1932) та співробітником сектору науки Промкооперації (1931–1936 рр.).
В середині 20-х років відбулися значні зміни в її особистому житті: вона стає дружиною професора-мовознавця В. Д. Гавриленка. То були її найщасливіші дні. «В семье Водолажченко и Гавриленко жили очень хорошо и дружно, они любили друг друга, мало куда ходили, больше занимались дома научной работой», — згадувала О. Б. Калгатіна. Найбільшою цінністю для них були книги. Довелося побувати подружжю й за кордоном у науковому відрядженні: 1927 р. — у Афінах (Греція) та 1929 р. — у Берліні (Німеччина).

## Наукова кар'єра
Від 1936 р. О. Г. Водолажченко — доцент Харківського інституту інженерів залізничного транспорту, з 1937 р. викладає у Харківському Інституті Держторгівлі. В цей час над нею як представницею української інтелігенції, вихованкою кафедри Д. І. Багалія нависла загроза арешту. За підрахунками О. М. Богдашиної, 25 співробітників кафедри (інституту) історії української культури були репресовані як «вороги народу»: В. О. Барвінський, М. А. Гніп, М. В. Горбань, В. В. Дубровський, А. І. Козаченко, В. О. Романовський та ін.

## Арешт
2 серпня 1937 р. О. Г. Водолажченко була заарештована як «активна учасниця антирадянської української повстанської організації, за завданням якої проводила антирадянська діяльність», її звинувачували в традиційних для свідомої української інтелігенції «злочинах» за статтями 54—10, ч. 1-а (пропаганда або агітація щодо повалення, підриву чи ослаблення радянської влади, виготовлення, поширення і зберігання контрреволюційної літератури) і 54-11 (будь-яка діяльність, спрямована проти радянської влади) КК УРСР.
У документах архівно-слідчої справи зазначено підстави для арешту: участь у діяльності «антирадянської партії УСДРП» та «націоналістичної організації Український національний центр (згідно з свідченнями Попова і Лаврського)». Відтак жінка потрапляє до харківської Холодногорської в'язниці спецкорпусу № 2, розпочинаються допити (7 серпня та 15 листопада 1937 р., 9 та 23 лютого 1939 р.). очні ставки (9 лютого 1939 р. з О. І. Поповим), нестерпне очікування вироку за нездійснені злочини.
На допитах, слідчі, що постійно змінювалися, як згадувала пізніше Ольга Гаврилівна, не висували конкретних звинувачень, а пропонували зізнатися «невідомо в чому», хоч і «не били й не кричали». Але зізнаватися не було в чому. Незабаром після неї арештовують Т. Т. Водолажченка (її першого чоловіка), який помирає у в'язниці.
Дізнавшись про арешт матері й батька як «ворогів народу», донька Галина виїжджає на Далекий Схід, сина Всеволода відраховують з 4 курсу фізичного факультету університету, і його не приймають ніде на роботу близько року, він закінчує життя самогубством.
Згодом, 23 грудня 1937 р., за ґрати потрапляє й В. Д. Гавриленко. Мабуть, побоюючись нашкодити Ользі Гаврилівні, Володимир Дмитрович жодного разу не називає її дружиною. На долю подружжя випадає побачення — останній передноворічний сюрприз кривавого 1937 року…
«Муж сказал, что я приговорена к 10 годам лагерей, что мы будем отбывать срок в одном лагере, как обещал ему его следователь, нам нужны деньги», — писала О. Г. Водолажченко в одному зі своїх численних листів до чиновників, наділених владою. Тому на всі зібрані з літературних гонорарів для дітей гроші, на прохання чоловіка, вона написала доручення його
двоюрідній сестрі О. Б. Калгатіній.
Але вже 4 лютого В. Г. Гавриленка було засуджено до вищої міри покарання (виконано 11 березня 1938 р.). Не дивно, що стан здоров'я Ольги Гаврилівни невпинно погіршувався. Серед записів медичного розділу її особистого формуляра: «міокардит, артеріосклероз, емфізема легень, міозит» особливо вражає висновок: «К легкому физтруду годна. Этапом следовать может»
Напрямок «етапу» було визначено лише 23 листопада 1939 р. Особлива нарада при НКВД СРСР (протокол № 41) ухвалила:
«Водолажченко О. Г. за участие в антисоветской националистической организации сослать в один из районов Казахстана сроком на 5 лет, считая срок с 2 августа 1937 г.». Наприкінці січня 1940 р. її відправлено на заслання. Виїжджала в розпачі: понівечена душа волала від зганьбленої справедливості, материнські почуття не мали спокою (під час короткої зустрічі від О. Б. Калгатіної дізналася про долю дітей). Єдине примиряло з жорстокою дійсністю: залишилося менше трьох років бути «ворогом народу».

## Заслання
З березня 1941 р. О. Г. Водолажченко працювала рахівником Дорвідділу станції Джусали селища Кармакчі Оренбурзької області. Після закінчення терміну покарання в серпні 1942 р. перейшла на роботу до середньої школи, викладала російську мову та літературу, англійську мову, історію. А в цей час на окупованій батьківщині архівісти Головного історичного архіву імені Антоновича у Києві планують залучити її як досвідченого фахівця до участі в підготовці ювілейного збірника до 100-річчя архіву давніх актів та 25-річчя Головного історичного архіву, доручивши укладання словника архівних діячів (відповідальна за цю
ділянку роботи — К. М. Остроградська). Проте висококваліфікований досвідчений педагог вищої школи, зі знанням іноземних мов, автор підручників, наукових статей, перекладів з іноземних мов, згідно з виданим їй кармакчинським РВМ паспортом, Ольга Гаврилівна була позбавлена навіть права на проживання в містах, а відтак — і викладання в інститутах чи технікумах. Влітку 1944 р. вона наважується написати листа особисто наркому внутрішніх справ СРСР Л. П. Берії з проханням допустити її до викладання у вищих навчальних закладах з огляду на «велику потребу в досвідчених педагогах».
«Прошу пересмотреть мое дело, убедиться в том, что я ни в чем не виновата перед Советской властью и реабилитировать меня. В Харьков я не хочу возвращаться — мне было бы слишком тяжело жить там, где покончил самоубийством после ареста меня и моего первого мужа мой сын, где я потеряла при конфискации вещей моего второго мужа, профессора Гавриленка В. Д., квартиру, обстановку, а главное — собранную с большим трудом библиотеку, но я могла бы быть полезной в каком-нибудь из городов Западной Украины, преподавая русский для галичан» зверталася вона з надією.
Зрозуміло, що ні реабілітації, ні права проживання у містах Західної України вона не отримала. Проте єдине прохання було задоволене: з осені 1945 р. О. Г. Водолажченко викладає мовознавство, історичну граматику російської мови та старослов'янську мову в Кзил-Ординському педагогічному інституті на основному і заочному відділеннях й читає лекції з мовознавства у Вечірньому університеті марксизму-ленінізму. Грошей, які вона отримувала, вистачало й на матеріальну допомогу сестрі, що проживала в Миколаєві, й дітям.
У серпні 1952 р. Ольгу Гаврилівну, незважаючи на численні подяки в наказах по інституту, звільнено з роботи без пояснення причин, хоч про них вона, без сумніву, здогадувалася. Як викладачеві вступу до мовознавства та старослов'янської мови, О. Г. Водолажченко було запропоновано читати спецкурс про праці Сталіна про мову. З бажанням з'ясувати «мовознавчі заслуги» «вождя», вона наївно звернулася до Академії наук СРСР й особисто до академіка Л. Булаховського, з яким була знайома до арешту, з проханням пояснити, як викладати історію виникнення російської мови після висловлювання Сталіна про курсько-орловський діалект в основі російської мови. Академія наук обережно відповіла, що це питання лише розробляється, Л. Булаховський порадив говорити про роль курсько- орловського діалекту в розвитку літературної мови, а стародавній період висвітлювати як раніше.
Проте, згадувала Ольга Гаврилівна, «Казахскому министерству было все равно, какой диалект или диалекты лежат в основе русского языка, но самый факт сомнения в словах Сталина был преступлением» .
Пройшовши пекельні кола «виправно-трудових таборів», вона не навчилася приховувати почуття, а надто — ставлення до влади. Певний час вона викладала російську мову в педагогічному училищі, але й тут не догодила керівництву.
Відмовившись ставити позитивні оцінки «малограмотним студентам», котрі не бажали «утруждати» себе навчанням, вона знову залишилася без роботи.

## Повернення в Україну
В 1954 р. О. Г. Водолажченко виїхала до Миколаєва, де проживала молодша сестра. Але й тут, незважаючи на похилий вік і хворобливість, вона знайшла застосування своєму досвіду й знанням — понад 10 років (1954–1966 рр.) працювала на громадських засадах у Миколаївській обласній науковій бібліотеці. Працюючи щодня по 2 години, Ольга Гаврилівна допомагала розбирати книжки, «писати картки» на іноземну літературу, зігрівала молодь добрим словом і порадами. Вечорами часто запрошувала колег до себе, де під пам'ятним «зеленим абажуром» відбувалися незабутні бесіди про вічне…

## Реаблітація
Водночас О. Водолажченко не припиняла своєї боротьби за справедливість і перемогла. Її реабілітували в березні 1964 р.
Постанова президії Харківського обласного суду (в складі Н.Тарараки, Повх, Ключко, Гурджанідзе, Аненко) констатувала:

| «Следствие по делу проведено с нарушением норм УПК, Водолажчєнко арестована 1.08.1937 г., а обвинение ей было предъявлено только 28.02.1939 г., то есть через 1 год и 6 месяцев и в течение этого времени никаких следственных действий не проводилось. На основании изложенного, руководствуясь ст.ст. 389, 393 УПК УССР, президиум облсуда постановил: протест прокурора Харьковской области удовлетворить. Постановление особого совещания при НКВД СССР от 23 ноября 1939 г. в отношении Водолажченко О. Г. отменить и дело производством прекратить за отсутствием состава преступления». |
За знівечену долю вона отримала компенсацію — 1 778 крб. 25 коп. (за конфісковане майно) та 205 крб. не виплаченої через арешт заробітної платні від Автодорожного інституту.
Померла Ольга Гаврилівна Водолажченко 30 жовтня 1972 року, вдома в Миколаєві від «хвороби серця».